# Marcei
Marcei is een voormalige gemeente in het Franse departement Orne in de regio Normandië en telt 205 inwoners (1999). De plaats maakt deel uit van het arrondissement Argentan.

## Geschiedenis
Tot 1 januari 2015 was Marcei een zelfstandige gemeente. Op die datum werd het met Saint-Christophe-le-Jajolet, Saint-Loyer-des-Champs en Vrigny samengevoegd tot de commune nouvelle Boischampré.

## Geografie
De oppervlakte van Marcei bedraagt 10,9 km², de bevolkingsdichtheid is 18,8 inwoners per km².
De onderstaande kaart toont de ligging van Marcei met de belangrijkste infrastructuur en aangrenzende gemeenten.

## Demografie
Onderstaande figuur toont het verloop van het inwonertal (bron: INSEE-tellingen).